# Oximéther

Groupe fonctionnel oximéther

Les oximéthers (contraction de oxime-éther) ou éthers d'oxime sont une famille de composés organiques  dérivés des oximes (C=N−OH) dans lesquels le groupe hydroxyle est remplacé par un groupe alcoxyle. 

## Synthèse
Les oximéthers sont synthétisés à partir des oximes (aldoximes ou cétoximes) et des halogénoalcanes ou des organosulfates. Outre l'oximéther, cette N-alkylation produit aussi une nitrone.

Halogénoalcane (X = Cl, Br) et oxime réagissant pour donner un oximéther et une nitrone.

Le rendement relatif de l'éther d'oxime et de la nitrone formés dépend des conditions de réaction et des réactifs. Ainsi, l'anti-benzaldoxime (oxime du benzaldéhyde) forme principalement des nitrones, tandis que l'isomère syn forme principalement des éthers d'oxime. 
Lorsqu'on fait réagir des sels d'argent d'oximes avec des iodures d'alkyle dans un éther ou un alcool, on obtient presque exclusivement des éthers d'oxime, sans formation de nitrones. La réaction des aldoximes avec le diazométhane comme agent de méthylation donne des mélanges de O-méthyloximes et de nitrones de méthyle. À partir des oximes et des époxydes, on obtient par ouverture du cycle de l'époxyde des O-(2-hydroxyalkyl)-oximes.